# Visconde de Castro Silva
Visconde de Castro Silva é um título nobiliárquico criado por D. Maria II de Portugal, por Decreto de 13 de Maio de 1851, em favor de António José de Castro Silva.
Titulares
1. António José de Castro Silva, 1.º Visconde de Castro Silva.